# Andrea Dandolo

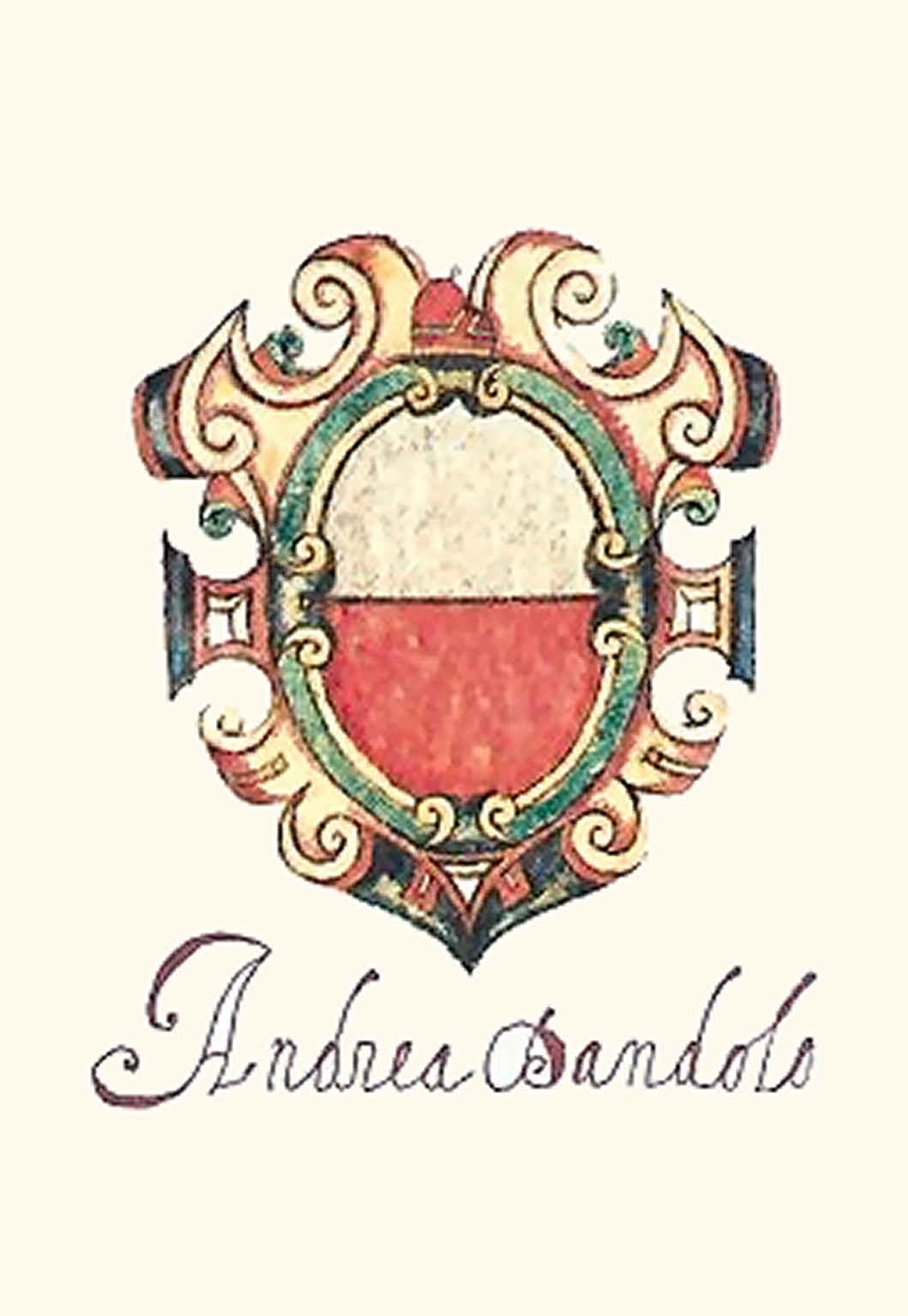
Andrea Dandolo dózse címere

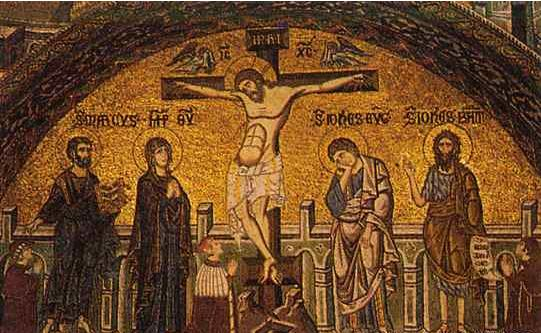
A dózse síremlékének részlete a Szent Márk-székesegyház keresztelőkápolnájában

Andrea Dandolo (Velence, 1306. április 30. – Velence, 1354. szeptember 7.) a Velencei Köztársaság ötvennegyedik dózséja volt. Elődjének Bartolomeo Gradenigónak 1342 december 28-án bekövetkezett halála után 1343 január 4-én választották meg egy hatfordulós választási procedúra után. Legnagyobb ellenfele a nála jóval idősebb és tapasztaltabb későbbi dózse Marino Falier volt, mégis, tisztázatlan okokból az alig harminchét éves Andrea Dandolóra esett a választás. 

## Élete
1306 január 6-án született, a híres Enrico Dandolo dózse családjának egyik oldalágából származott. Jogot tanult a Padovai Egyetemen, de tanulmányait nem fejezte be, mert már korán politikával kezdett foglalkozni. 1331-ben prokurátorrá nevezték ki, majd két évvel később Triesztben töltött be fontos posztokat, olyan sikeresen, hogy a város püspökétől egy jelentős birtokot kapott Piran környékén. Később többször is savióvá választották. A saviók, „bölcsek” a különféle célra felállított bizottságok tagjai voltak.  Petrarca barátja volt, érdekelte az irodalom, és ő is írt. Munkáiból fennmaradt egy 320 diplomáciai eseményt megörökítő gyűjtemény, egy rövidebb, Bartolomeo Gradenigo és egy hosszabb, Jacopo Contarini dózse uralkodásáig visszanyúló krónika. A krónikák a kisebb-nagyobb pontatlanságok ellenére fontos források és hű képet adnak a város életéről. 
Uralkodásának elején Velence komoly katonai és gazdasági sikereket ért el. VI. Kelemen pápa 1343-ban keresztes hadjáratot hirdetett a törökök ellen és a hadműveletek során a velencei hajók genovai támogatással, Pietro Zen admirális vezetésével elfoglalták Szmirnát (a mai Izmirt), a fontos kereskedelmi és kikötővárost. A pápa ezután feloldotta az egyiptomi muzulmánokkal való kereskedelem tilalmát, amely komoly előnyökkel járt Velence számára, ezenkívül szerződést kötöttek a tatárok fejedelmével is. 
A kereskedelem fellendülésével emelkedett a lakosok életszínvonala, ezzel párhuzamosan azonban egyre nagyobb gondot jelentett a bűnözés és a korrupció. A botrányok az előkelők körében is gyakoriak voltak. A legnagyobb figyelmet kiváltó esemény 1347-ben történt, amikor Isabella Fieschi, Luchino Visconti felesége egy ünnepségre Velencébe érkezett és a dózse viszonyt kezdett vele. A történetírók igyekeztek a teljes felelősséget a vendégre hárítani, de a botrány így is jelentős károkat okozott a dózse megítélésében. Felesége, Francesca Morosini az eset után végrendeletében tiltotta meg, hogy férjével egy helyre temessék. A városban olyan rossz volt a közbiztonság, hogy a San Francesco della Vigna és a Santa Maria della Visitazione templomok kolostoraiban a ferencesek külön intézményeket alapítottak, ahol az erőszak áldozatául esett nőknek nyújtottak segítséget. A bűnözés visszaszorítása érdekében a dózse vezetésével számos szigorú törvényt hoztak. A tolvajlást és a nemi erőszakot száműzetés mellett a botozástól a csonkításig terjedő büntetéssel sújtották, a hamisítókat máglyára küldték, de ez sem állította meg a bűnözés terjedését. A helyzet csak 1348-ban változott meg, amikor januárban egy földrengés komoly károkat okozott, majd márciusban kitört a pestisjárvány. A hatóságok megpróbálták megfékezni a terjedését de ez a sűrűn lakott városban lehetetlen volt, így a több hullámban 1350-ig tartó járványnak a lakosság háromnegyede áldozatul esett.

## Külpolitika
A külpolitikai helyzet 1345 után súlyossá vált. Zára Nagy Lajos magyar király és az aquileiai pátriárka támogatásával ismét fellázadt. A felkelést a tragikus sorsú Marino Falier verte le egy alig hatszáz fős hadsereggel, miután ostrom alá vette, és elfoglalta a várost. A harcokban Zára lakosai közül hétezren haltak meg. Közben Genovával is kiéleződtek az ellentétek, ezért Velence igyekezett szövetségeseket találni ellene. Aragónia Péterrel aki vitatta a genovaiak Szardíniához való jogát 1350-ben kötöttek szövetséget. Másik támogatójuk VI. Ióannész bizánci császár volt, aki meg akart szabadulni a genovai kereskedőktől és szívesebben látta volna a velenceieket a Bizánci Birodalom területén, akiknek segítsége hasznos lehetett a törökök elleni folyamatos küzdelemben. Ugyanebben az évben Marco Ruffini vezetésével néhány velencei gálya legyőzte a genovaiak Filippo Doria parancsnoksága alatt hajózó egyik flottáját, aki válaszul felégette a velenceiek Kandia (a mai Iraklion) kikötőjében horgonyzó hajóit. 
1353-ban miután a genovaiak velencei hajókat foglaltak el kitört a nyílt háború amelynek első eseménye, egy tengeri ütközet a Boszporusz tengerszorosban a genovaiak győzelmével végződött. A következő csatában még ugyanebben az éven Algherónál, Szardínia partjainál a velencei flotta győzött. A genovaiak olyan súlyos veszteségeket szenvedtek, hogy egyedül nem bírták a háborút folytatni, ezért Milánó urához, Giovanni Viscontihoz fordultak segítségért. A velenceiek válaszul decemberben szövetséget hoztak létre a Verona és Ferrara uraival, a Scaligerekkel és az Estékkel, így Itália északi része majdnem teljes egészében háborús területté változott. 
1353-ban Petrarca a Viscontiak követeként Velencébe érkezett, ahol a dózse ünnepélyes keretek között fogadta a Nagytanács jelenlétében. Megbeszélésükről nem maradtak fenn dokumentumok, de annyi biztosra vehető, hogy a költő sikertelenül próbált meg közvetíteni a felek között. A dózse részrehajlással vádolhatta meg a költőt, (erre egy későbbi levélváltásukból lehet következtetni) aki erre lemondott követi tisztségéről. A tárgyalások megszakítása katasztrofális következményekkel járt Velence számára. A genovaiak Visconti segítségével újjászervezték haderejüket, majd Paganino Doria parancsnoksága alatt felhajóztak az Adriai-tengerre, ahol 1354 szeptemberében kifosztották Korčula, Lesinát és Poreč városát. Ezek után a genovai gályák az Égei-tenger felé haladva 1354. november 4-én Portlongo mellett megütköztek a Nicolò Pisani parancsnoksága alatt hajózó velencei flottával. A csatában a velenceiek megsemmisítő vereséget szenvedtek. Andrea Dandolo dózse ezt a vereséget már nem érte meg, 1354. szeptember 7-én meghalt feltehetően szívproblémák miatt, amelyeket súlyosbíthatott Poreč kifosztása utáni népszerűtlensége. A Szent Márk-székesegyház keresztelőkápolnájában temették el egy díszes gótikus szarkofágban.
| Előző uralkodó: Bartolomeo Gradenigo | Velencei dózse 1343 - 1354 | Következő uralkodó: Marino Falier |